# Родріго Тарін
Родріго Тарін (ісп. Rodrigo Tarín; нар. 5 липня 1996, Чива) — іспанський футболіст, захисник.
Виступав, зокрема, за клуб «Барселона Б».

## Ігрова кар'єра
Народився 5 липня 1996 року в місті Чива. Вихованець футбольних клубів «Валенсія» та «Барселона».
У дорослому футболі дебютував 2015 року виступами за команду «Барселона Б», в якій провів три сезони, взявши участь у 50 матчах чемпіонату. 
27 червня 2018 Тарін приєднався до складу «Леганеса», підписавши з клубом 3-річний контракт. Дебютував за «пепінерос» в матчі 6 туру Ла-Ліги проти «Барселони».

## Титули і досягнення
- Переможець Юнацької ліги УЄФА: 2013-14